# Битва при Флёрюсе (1794)
Битва при Флёрюсе (фр. Bataille de Fleurus) — одна из решающих битв за Нидерланды, произошедшая 26 июня 1794 года в ходе Войны первой коалиции, ставшей частью Французских революционных войн.

## Предыстория битвы
Весной 1794 года французские армии трижды пытались пересечь реку Самбру, несмотря на сопротивление союзнических армий Первой коалиции. 13 мая французы были отброшены у Грандренга, 24 мая — у Эрклена, а 3 июня — у Госсели . Тем временем от Мозельской армии была отделена часть войск (четыре дивизии), которые под командованием генерала Журдана двинулись на Самбру. Прибыв 4 июня с большим подкреплением, Журдан взял на себя управление Арденнской армией и правым крылом Северной армии. 12 июня французы форсировали Самбру и второй раз осадили Шарлеруа. 16-го принц Оранский атаковал и прорвал правый фланг французов, вынудив Журдана снять осаду и отступить к югу от Самбры.
Французское командование решило предпринять попытку окончательно вытеснить противника с территории Франции, для этого была создана новая (будущая Самбро-Маасская, оформлена приказом от 11 мессидора 2 года Республики / 29 июня 1794 года) армия под командованием Журдана (около 70 тысяч человек).
18 июня, побуждаемые комиссарами правительства, французские войска, усиленные осадной артиллерией, взятой из Мобёжа, в пятый раз переправились через Самбру и осадили Шарлеруа. Журдан для прикрытия осады расположил свою армию полукругом впереди крепости и примкнул оба фланга к левому берегу Самбры выше и ниже крепости.
Герцог Кобургский, главнокомандующий союзных войск в Нидерландах, наконец, убедившись, что постоянное маневрирование частей его армии от Самбры к Лису и обратно не даёт результатов и может поставить их под угрозу в случае продвижения французской армии, решил двинуть свои главные силы против Журдана.
Осада Шарлеруа, сопровождаемая обстрелом крепости из мортир, продолжалась 7 дней. 25 июня, комендант крепости, не зная о приближении австрийских войск герцога Кобургского, вступил в переговоры и на следующий день, 26 июня, капитулировал с трёхтысячным гарнизоном. В то же самое время, когда сдавшийся гарнизон выходил из Шарлеруа, со стороны Герлемона раздались первые пушечные выстрелы австрийской армии, двигавшейся из Нивеля.

## Ход сражения
Однако австрийские войска не знали о падении Шарлеруа и вступил в бой с войсками французов. Герцог Кобургский приказал атаковать пятью колоннами по всему фронту.
Первой в бой вступила голландская колонна принца Оранского, которая сначала оттеснила французский левый фланг (дивизия Монтегю и бригада Дорье) до Маршьена, однако вскоре была остановлена контратакой подкреплений Клебера и была вынуждена около полудня отойти к Форши.
В одно время с первой колонной начала наступать и крайняя левофланговая колонна  Болье, которая после ожесточенного боя овладела Ламбюзаром и обратила в бегство на правый берег Самбры дивизии Марсо и Майера.
Генерал Марсо, под которым за время боя погибло две лошади, собрав вокруг себя оставшихся в строю солдат (лишь несколько батальонов от дивизии), продолжил бой. Когда все было практически потеряно, к ним из центра пробились подкрепления Сульта, вместе с которыми им удалось организовать контратаку и выбить противника из Ламбюзара, что помешало планам австрийцев нанести фланговый удар по французским войскам.
Четвёртая колонна эрцгерцога Карла заняла Флёрюс, а затем помогла Болье овладеть Ламбюзаром и оттеснить правый фланг противника.
Колонна Кауница опрокинула дивизию Шампионне, занимавшую большой редут, и овладела им и Эпиньи. Французский главнокомандующий Журдан, осознавший опасность прорыва линии обороны у Эпиньи, контратаковал резервом и частью дивизии Клебера, остановив стремительное продвижение Кауница.
Колонна Квоздановича, наступавшая в центре по дороге из Брюсселя, после двухчасового боя овладела Тюмеоном и Госсели, но удачная контратака Клебера приостановила её дальнейшее продвижение.
Большую роль в сражении сыграло наличие у французской стороны аэростата, что способствовало более быстрой отдаче приказов войскам.
Несмотря на успех, обозначившийся к полудню, австрийский командующий, получивший известие о капитуляции Шарлеруа, отдал приказ всем колоннам начать отступление. Союзники отошли на небольшое расстояние от поля сражения и не преследовались французами.

## Последствия
Многие впоследствии укоряли герцога Кобургского в том, что он решил отступить. Однако, возможно, это было правильным решением, т. к. позволило войскам организованно отойти с поля боя. Исход боя оказался отчасти благоприятным для австрийцев, т. к. они понесли гораздо менее значительные потери по сравнению с противником. Во многом это заслуга именно главнокомандующего австрийской армии, который вовремя организовал отход своих сил с поля боя.
Сражение при Флёрюсе можно считать поворотным моментом кампании, так как войскам союзников так и не удалось остановить наступление французов и предотвратить разгром своего левого фланга.  В последующие дни союзная армия отступала к Брюсселю. Французы преследовали её двумя колоннами: правая (дивизии Марсо, Майера, Шампионне и Марло) наступала на Сомбрёф, а левая (дивизии Клебера, Монтегю, Мюллера и Лефевра) и резервная кавалерия — на Монс.